# Ria-Sirach
Ria-Sirach (Rià i Cirac) – miejscowość i gmina we Francji, w regionie Oksytania, w departamencie Pireneje Wschodnie.
Według danych na rok 1990 gminę zamieszkiwało 1017 osób, a gęstość zaludnienia wynosiła 79 osób/km² (wśród 1545 gmin Langwedocji-Roussillon Ria-Sirach plasuje się na 335. miejscu pod względem liczby ludności, natomiast pod względem powierzchni na miejscu 612.). 

## Zabytki
Zabytki na terenie gminy posiadające status monument historique:
- kościół św. Klemensa (Église Saint-Clément de Sirach)
- kościół św. Wincentego (Église Saint-Vincent de Ria)

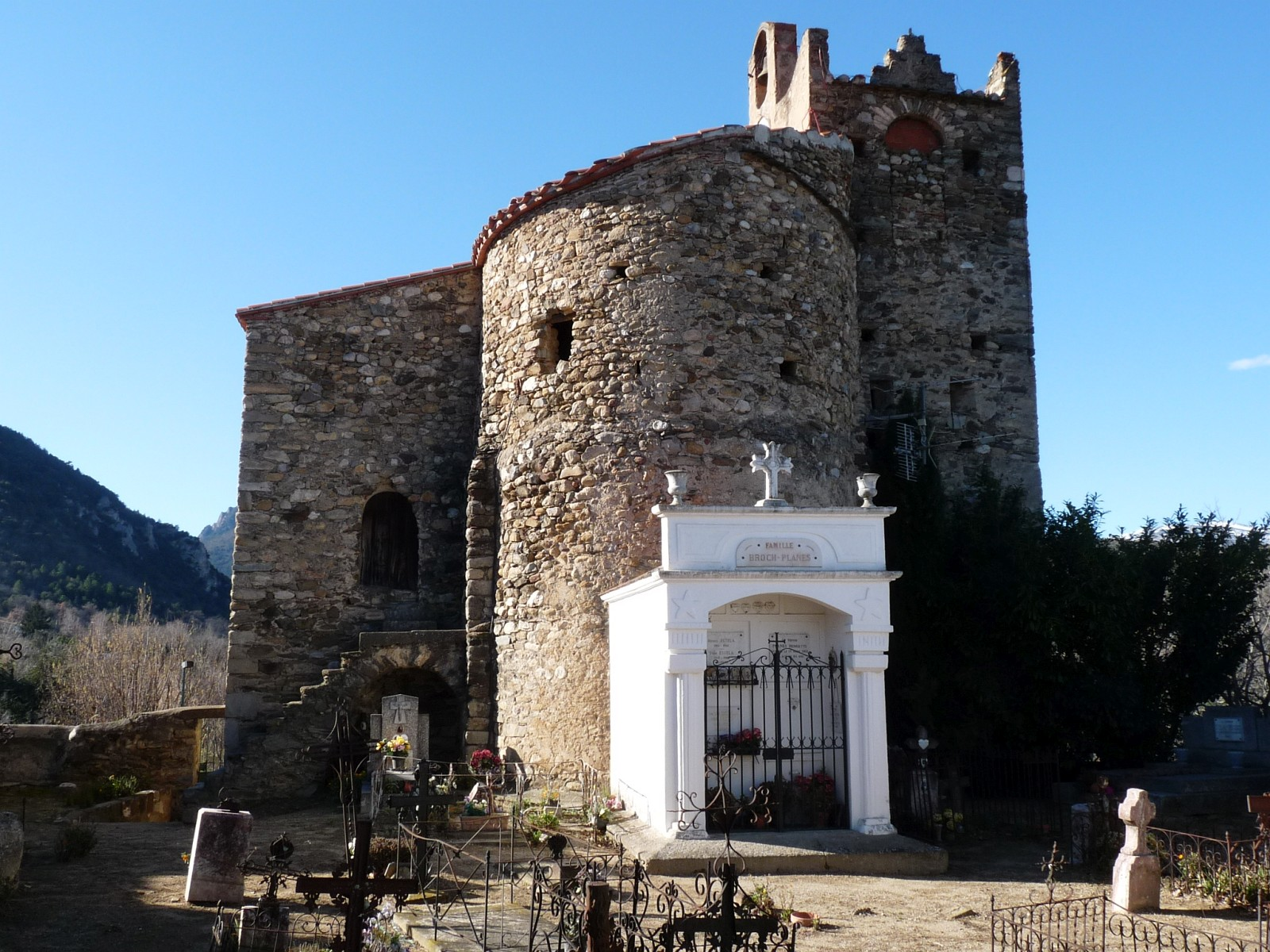
Kościół św. Klemensa (2015)
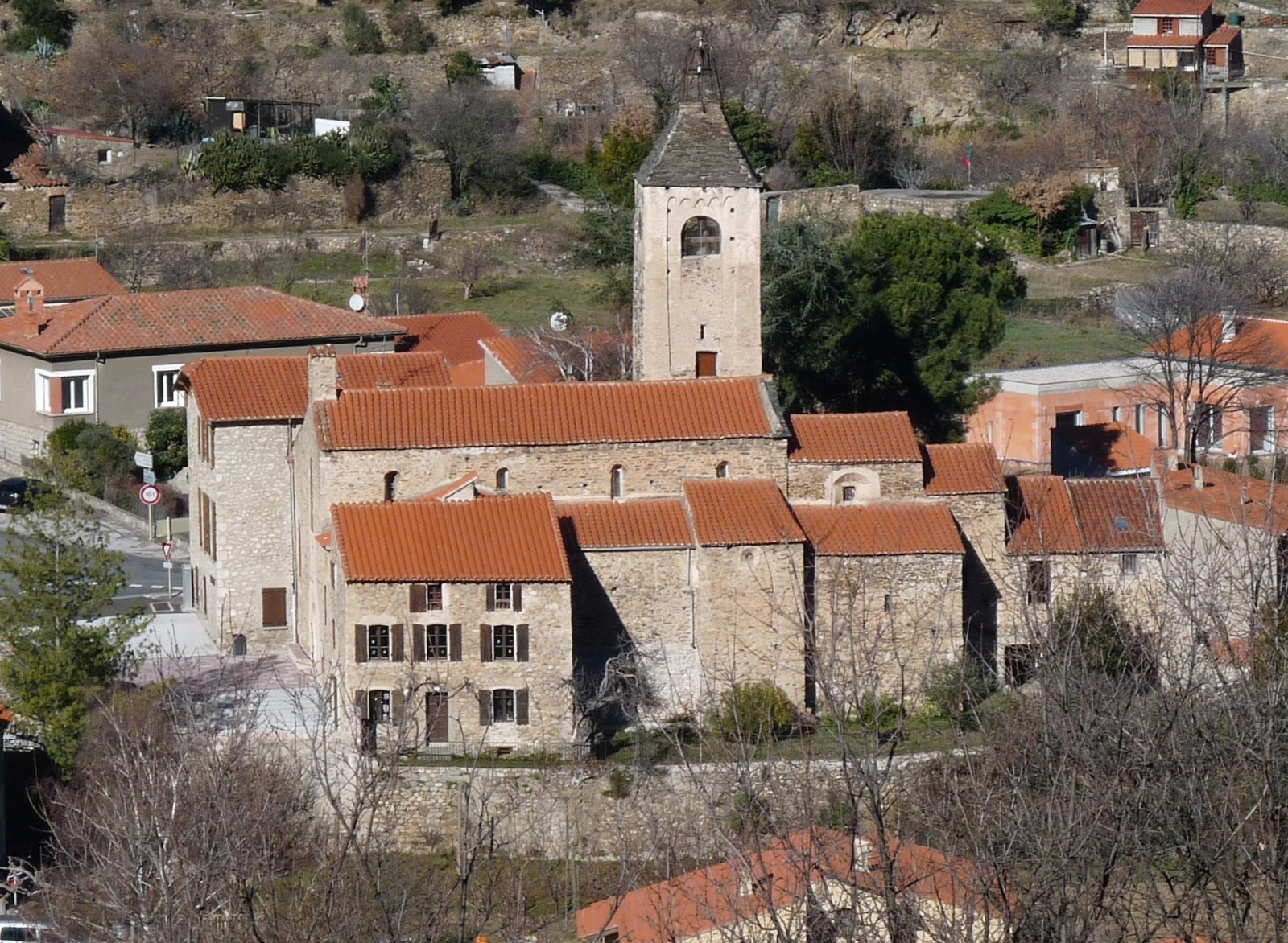
Kościół św. Wincentego (2015)

## Populacja

Populacja Ria-Sirach w latach 1962–2008